# Marie-Christine Deurbroeck
Marie-Christine Deurbroeck, född 1 februari 1957, är en friidrottare från Belgien. Hon deltog vid olympiska sommarspelen 1984.